# Ядерная паропроизводящая установка
Ядерная паропроизводящая установка, ЯППУ (англ. Nuclear steam supply system, NSSS) — ядерный реактор и его оборудование, такое как главные циркуляционные насосы, парогенераторы, трубопроводы, арматура и пр., использующиеся для производства пара, приводящего в движение турбогенератор для выработки электроэнергии. В состав ЯППУ также входят множество вспомогательных и аварийных систем. Вместе с турбогенераторной частью (включающей паротурбинную установку) ЯППУ составляет ядерную энергетическую установку.
Для обеспечения надёжного теплоотвода от активной зоны реактора паропроизводящая установка обычно разделяется на несколько независимых циркуляционных контуров, называемых петлями. Всё основное оборудование ЯППУ располагается в гермооболочке (или играющих её роль сооружениях), в случае ядерной силовой установки — в необитаемом реакторном отсеке.
Организации, поставляющиее ЯППУ (англ. NSSS vendors), играют важную роль в сооружении энергоблоков АЭС. Крупнейшие вендоры ЯППУ: по количеству реализованных проектов — американские компании Westinghouse и General Electric, по количеству реализуемых в настоящее время проектов — китайская Dongfang Electric Corporation и российский Росатом. 

## Основное оборудование

Схема ЯППУ с реактором ВВЭР-1000.
CP-1,2,3,4 — главные циркуляционные насосы; SG-1,2,3,4 — парогенераторы; NR — ядерный реактор; P — компенсатор давления

В состав основного оборудования ЯППУ входят:
- ядерный реактор;
- парогенераторы — кроме кипящих реакторов (BWR, РБМК и др.), в которых роль парогенератора играет сам реактор;
- главные циркуляционные насосы (ГЦН) — наиболее ответственное оборудование ЯППУ, так как должны обеспечивать циркуляцию теплоносителя через активную зону реактора для отвода тепла. Также на них возлагается задача при обесточивании собственных нужд энергоблока обеспечить инерционный выбег для аварийного расхолаживания в первые минуты, а затем перехода на естественную циркуляцию теплоносителя;
- главный циркуляционный контур (ГЦК) — так называют основное оборудование ЯППУ, соединённое между собой трубопроводами;
- компенсатор давления — специальная ёмкость, подключённая к главному циркуляционному контуру, предназначенная для компенсации изменений объёма теплоносителя и поддержания давления в контуре. Имеется у реакторов с водой под давлением, кипящим реакторам не требуется, его роль выполняет паровой объём теплоносителя в контуре (например, у РБМК, образуемый в барабан-сепараторах);
- сепарационные устройства — используются в кипящих реакторах для осушки генерирующегося пара;

По соображениям надёжности ЯППУ обычно разделяется на несколько независимых циркуляционных контуров (петель). У реакторов с водой под давлением петель чаще всего четыре (для энергоблоков электрической мощностью 950-1250 МВт, например ВВЭР-1000 и Westinghouse 4-loop PWR), но могут быть и другие варианты: например шесть петель ВВЭР-440, двух- (около 500 МВт) и трёх- (700—900 МВт) петлевые компоновки реакторов от Westinghouse. Имеются и другие концепции — реакторы компаний Babcock & Wilcox (около 850 МВт) и Combustion Engineering (500—1200 МВт) — имеют две «горячие» нитки от реактора до двух парогенераторов и четыре «холодные» нитки с четырьмя ГЦН. У кипящих реакторов организуются минимум два независимых контура многократной принудительной рециркуляции.